# 異常性欲
異常性欲（いじょうせいよく、英: abnormal sexuality、hypersexuality）は、性欲に量的または質的な異常があることをいう。ただし、性に関する正常・異常の判断は社会的および文化的背景によって異なり、また、個人差も大きいとされる。一部のそうした状態は、精神医学において精神疾患と診断される場合があるが、全てではない。

## 精神医学における診断基準
国連のWHOが定めている精神疾患に関する分類『疾病及び関連保健問題の国際統計分類』において、以前の「ICD-10」では「過剰性欲」という診断名を設けていたが、「ICD-11」では「強迫的性行動症」という新しい診断名に取って代わられた。これは反復的性行動を生じる強烈な反復的性衝動の持続性パターンであり、6カ月以上など長期間にわたって現れ、反復的性行動を行うことが生活の中心的関心となってしまい有害な結果を引き起こしているという主な診断基準がある。いわゆる「性依存症」と呼ばれてきたものも強迫的性行動症と重なるものもあるが、同一ではない。思春期によくみられる強い性的関心および性行動や、薬による影響でもたらされる行動などでは診断されない。
また、「ICD-10」では精神障害として扱われていた「性機能不全群」は、「ICD-11」では新設された「性の健康に関連する状態群」に内包され、精神疾患としては扱われなくなった。「性機能不全群」は、性行為に対する欲望または意欲の欠如または顕著な低下を特徴とする「性欲低下症」（ICD-10の「性欲欠如あるいは性欲喪失」に対応）、「性的興奮不全群」（ICD-10の「性器反応不全」に対応）、「オルガズム不全群」、「射精不全群」などに細かく分類される。「ICD-10」の「性の嫌悪」は「ICD-11」では削除されている。

## 原因
異常性欲の原因に関しては様々な学説がある。認知症による脳の障害が異常性欲の原因となったケースは多々あり、また、側頭葉や前頭葉がリビドーを司るとされており、これらへのダメージ（または手術）などによって、異常性欲や凶暴性などの行動異常が見られることがある。また、月経周期や幼児期における男性ホルモンが異常性欲に関係しているとされている。これらの生物学的見解の他にも、自信や自己像の欠如や、孤独を癒したい、他人と親密になりたいなどの願望によって、異常性欲が引き起こされることがあるとされている。